# Stenotabanus parsonsi
Stenotabanus parsonsi är en tvåvingeart som först beskrevs av Joseph Charles Bequaert 1940.  Stenotabanus parsonsi ingår i släktet Stenotabanus och familjen bromsar. Inga underarter finns listade i Catalogue of Life.